# Lennart Arnstad
John Lennart Arnstad, född 9 augusti 1939 i Stockholm, död 4 mars 2007 i Skarpnäcks församling, var en svensk journalist.
Arnstad började som journalistvolontär på Länstidningen i Södertälje 1956. Efter Journalistinstitutet 1960–1961 började han på Expressen där han bland annat arbetade som utrikeskorrespondent i New York. År 1968 gick han över till Allt i Hemmet där han skrev om bostadsfrågor, för att senare bli chefredaktör. År 1976 började Lennart Arnstad på Aftonbladet där han stannade fram till sin pensionering 2003, bortsett från ett avbrott år 1982, då han var chefredaktör för Konsum Stockholms tidning Storstaden. På Aftonbladet arbetade han bland annat som reporter, nyhetschef och utrikeskorrespondent i London.
Arnstad skrev framförallt om bostadsfrågor. Bland annat tog han 1983 upp frågan om sjuka hus. Han skrev även om justitieminister Laila Freivalds lägenhetsaffär.
Efter pensioneringen 2003 fortsatte Lennart Arnstad som frilansjournalist för bland annat Privata Affärer.
Han är far till journalisten och författaren Henrik Arnstad och Maria Arnstad samt var gift med Eva Arnstad. Lennart Arnstad är begravd på Skogskyrkogården i Stockholm.